# Elecciones estatales de Durango de 2016
Las elecciones estatales de Durango de 2016 se celebraron el domingo 5 de junio de 2016, y en ellas se renovaron los siguientes cargos de elección popular:
- Gobernador de Durango. Titular del Poder Ejecutivo del estado, electo para un periodo de seis años no reelegibles en ningún caso (2016-2022). El candidato electo fue José Rosas Aispuro Torres.
- 39 ayuntamientos. Compuestos por un Presidente Municipal y regidores, electos para un periodo de tres años, reelegibles para un periodo adicional.
- 25 Diputados al Congreso del Estado. 15 electos por mayoría relativa en cada uno de los Distrito Electorales y 10 por el principio de representación proporcional.

## Elecciones internas de los partidos políticos

### Coalición Partido Acción Nacional - Partido de la Revolucionario Democrática
El día 9 de febrero se hizo oficial la candidatura de Jose Rosas Aispuro Torres Para la coalición de ambos partidos.

### Partido Revolucionario Institucional
El 3 de diciembre de 2015 el Partido Revolucionario Institucional anunció que los sectores del partido se pronunciaban por la precandidatura de unidad de Esteban Villegas Villarreal, sujeto a ser ratificado en la Convención del 24 de enero de 2016; otros aspirantes al cargo eran Héctor Arreola Soria, Leticia Herrera Ale y Ricardo Pacheco Rodríguez.

## Ayuntamientos

### Lista de candidatos electos
En el caso de los candidatos de coalición, se muestra en tamaño más grande el logotipo del partido al cual pertenece ese candidato.

#### Alcaldes
| Municipio                   | Partido o Coalición | Nombre                              | Cantidad de Votos | Porcentaje |
| --------------------------- | ------------------- | ----------------------------------- | ----------------- | ---------- |
| Canatlán                    |                     |                                     | 5,907             |            |
| Canelas                     |                     |                                     | 1,029             |            |
| Coneto                      |                     |                                     | 1,365             |            |
| Cuencamé                    |                     |                                     | 4,216             |            |
| Durango                     |                     | José Ramón Enríquez Herrera         | 105,162           | 51.16      |
| General Simón Bolívar       |                     |                                     | 2,730             |            |
| Gómez Palacio               |                     | Leticia Herrera Ale                 | 63,221            |            |
| Guadalupe Victoria          |                     |                                     | 6,168             |            |
| Guanaceví                   |                     |                                     | 2,730             |            |
| Hidalgo                     |                     |                                     | 1,038             |            |
| Indé                        |                     |                                     | 1,616             |            |
| Ciudad Lerdo                |                     |                                     | 19,415            |            |
| Mapimí                      |                     |                                     | 4,310             |            |
| San Francisco del Mezquital |                     |                                     | 6,938             |            |
| Nazas                       |                     |                                     | 2,024             |            |
| Nombre de Dios              |                     |                                     | 2,555             |            |
| Ocampo                      |                     | María del Socorro García Armendáriz | 1,860             |            |
| El Oro                      |                     |                                     | 2,995             |            |
| Otáez                       |                     |                                     | 1,338             |            |
| Panuco de Coronado          | \|                  | David Berumen                       | 2,651             |            |
| Peñón Blanco                |                     |                                     |                   |            |
| Poanas                      |                     |                                     | 5,246             |            |
| Pueblo Nuevo                |                     |                                     | 6,487             |            |
| Rodeo                       |                     |                                     | 2,667             |            |
| San Bernardo                |                     |                                     | 983               |            |
| San Dimas                   |                     |                                     | 1,960             |            |
| San Juan de Guadalupe       |                     |                                     | 1,110             |            |
| San Juan del Río            |                     |                                     | 3,754             |            |
| San Luis del Cordero        |                     |                                     | 518               |            |
| San Pedro del Gallo         |                     |                                     | 407               |            |
| Santa Clara                 |                     |                                     | 1,337             |            |
| Santiago Papasquiaro        |                     | Albino Ponce Barrón                 | 9,100             |            |
| Súchil                      |                     |                                     | 1,343             |            |
| Tamazula                    |                     |                                     | 4,845             |            |
| Tepehuanes                  |                     |                                     | 2,386             |            |
| Tlahualilo                  |                     |                                     | 3,183             |            |
| Topia                       |                     |                                     | 1,774             |            |
| Vicente Guerrero            |                     |                                     | 2,884             |            |
| Nuevo Ideal                 |                     |                                     | 4,047             |            |